# Corteo
Corteo (2005) is een show van Cirque du Soleil.
Corteo is net weer even anders dan de andere Cirque shows. Ook de acts zijn niet standaard. De trapezeact is bijvoorbeeld aan kroonluchters en de trampolineact is op bedden. De stijl van de show is heel klassiek. Er zweven ook constant engelen door de lucht.
Corteo bestaat uit verschillende optredens, waaronder jongleren, trampoline, ritmische gymnastiek, clowns, trapeze, acrobatiek, zang en dans.
Corteo gaat over een clown die over zijn begrafenis droomt. Tijdens deze begrafenis komt de dode clown acrobaten tegen die van de begrafenisreceptie een waar circus maken.
Corteo wordt geregisseerd door Daniele Finza Pasca.
Het decor en de stijl van Corteo is gebaseerd op de kathedraal van Chartres in Frankrijk. Ook het labyrint is op het podium nagemaakt.

## Trivia
- De show bestaat sinds april 2005. In 2011-2013 trekt de show rond door West-Europa. Van 23 maart t/m 3 juni 2012 was de voorstelling in Nederland te zien. Begin 2011 was Corteo in Brussel te zien en van 14 juni t/m 12 augustus 2012 staat de show in Antwerpen.